# A7-es autópálya (Hollandia)
Az A7-es autópálya (hollandul: Rijksweg 7) egy 236 km hosszú autópálya Hollandiában. Egyes szakaszokon N7-es autóút a neve.

## Képgaléria

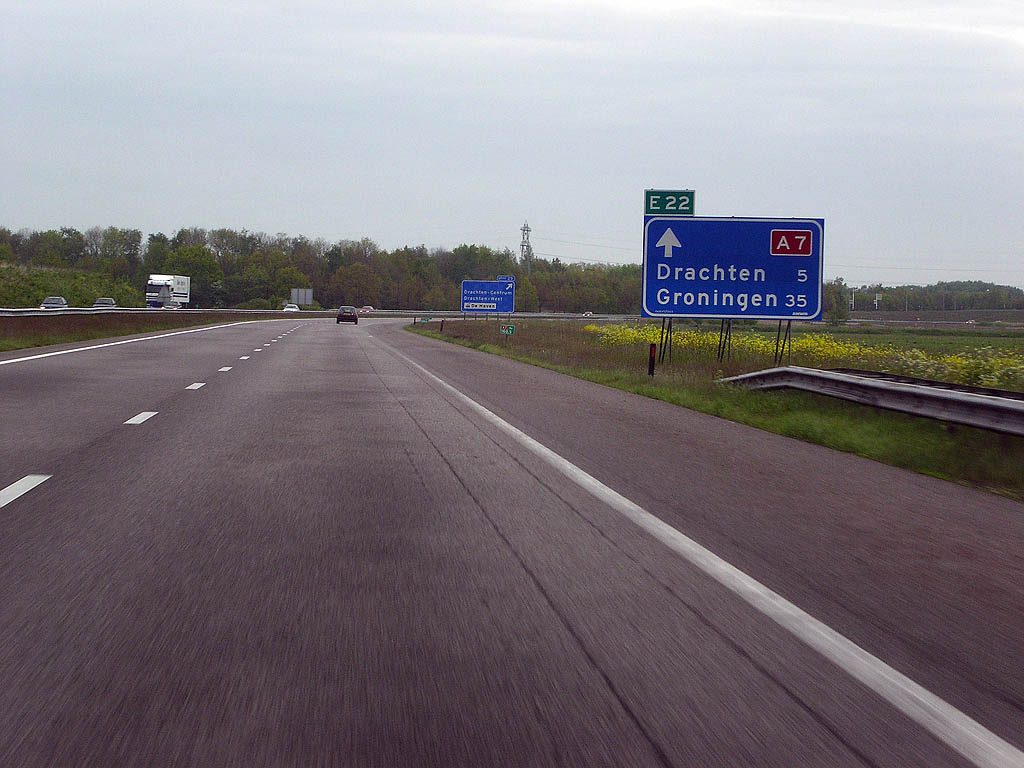
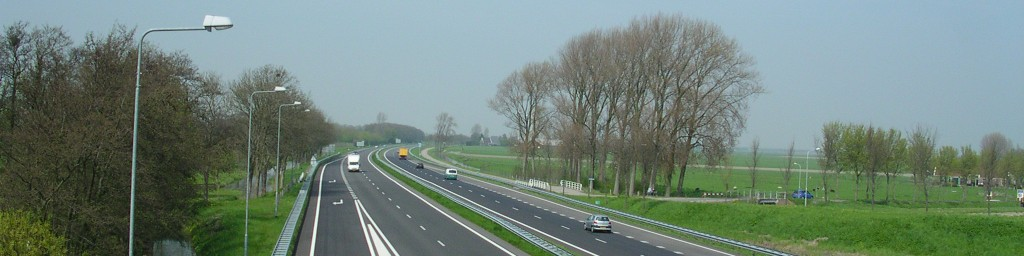
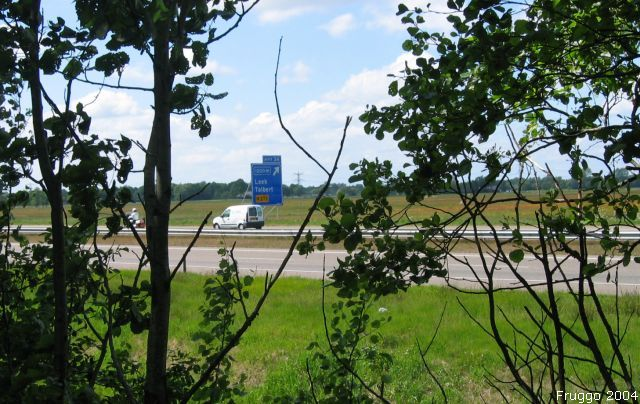
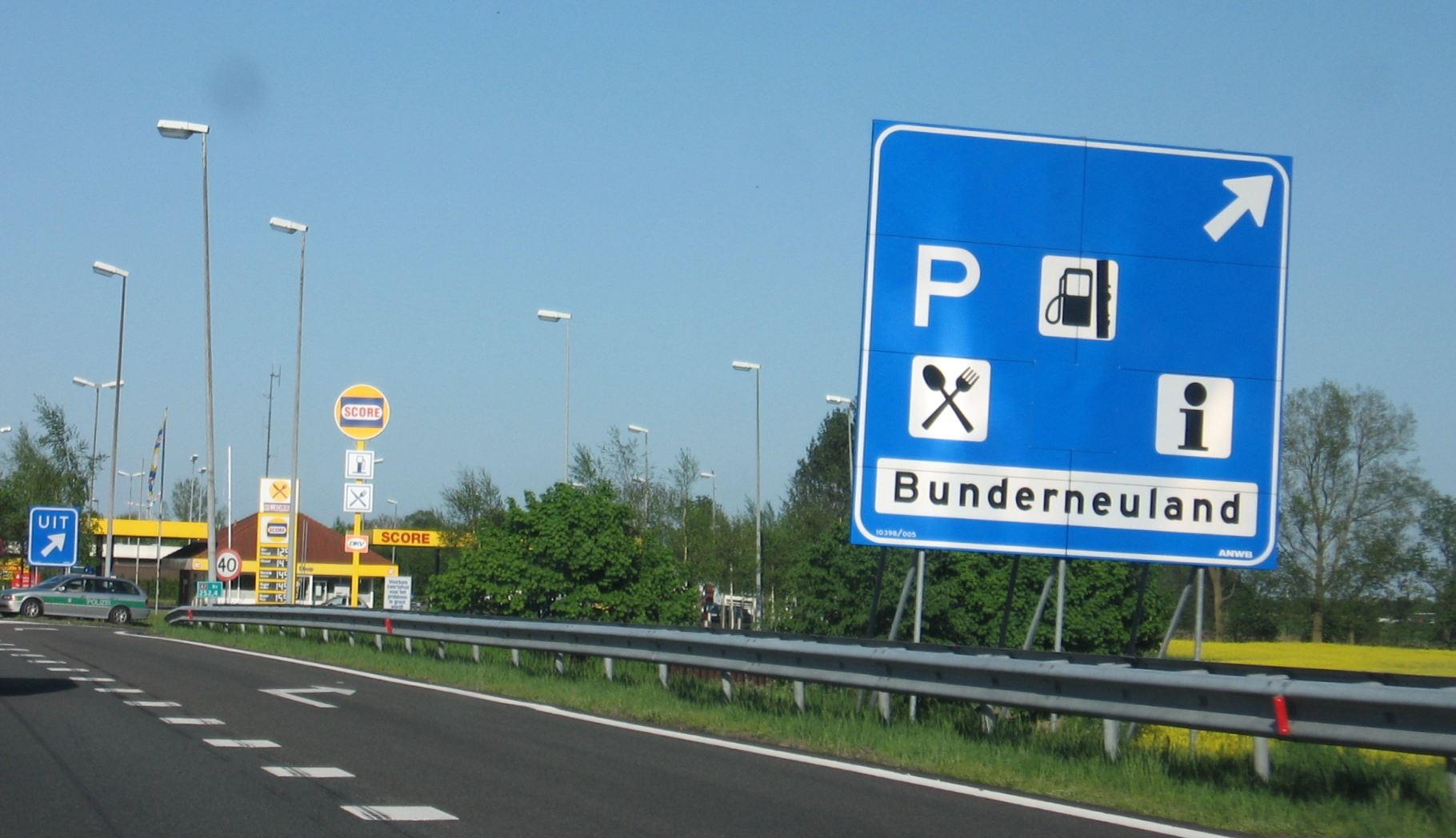
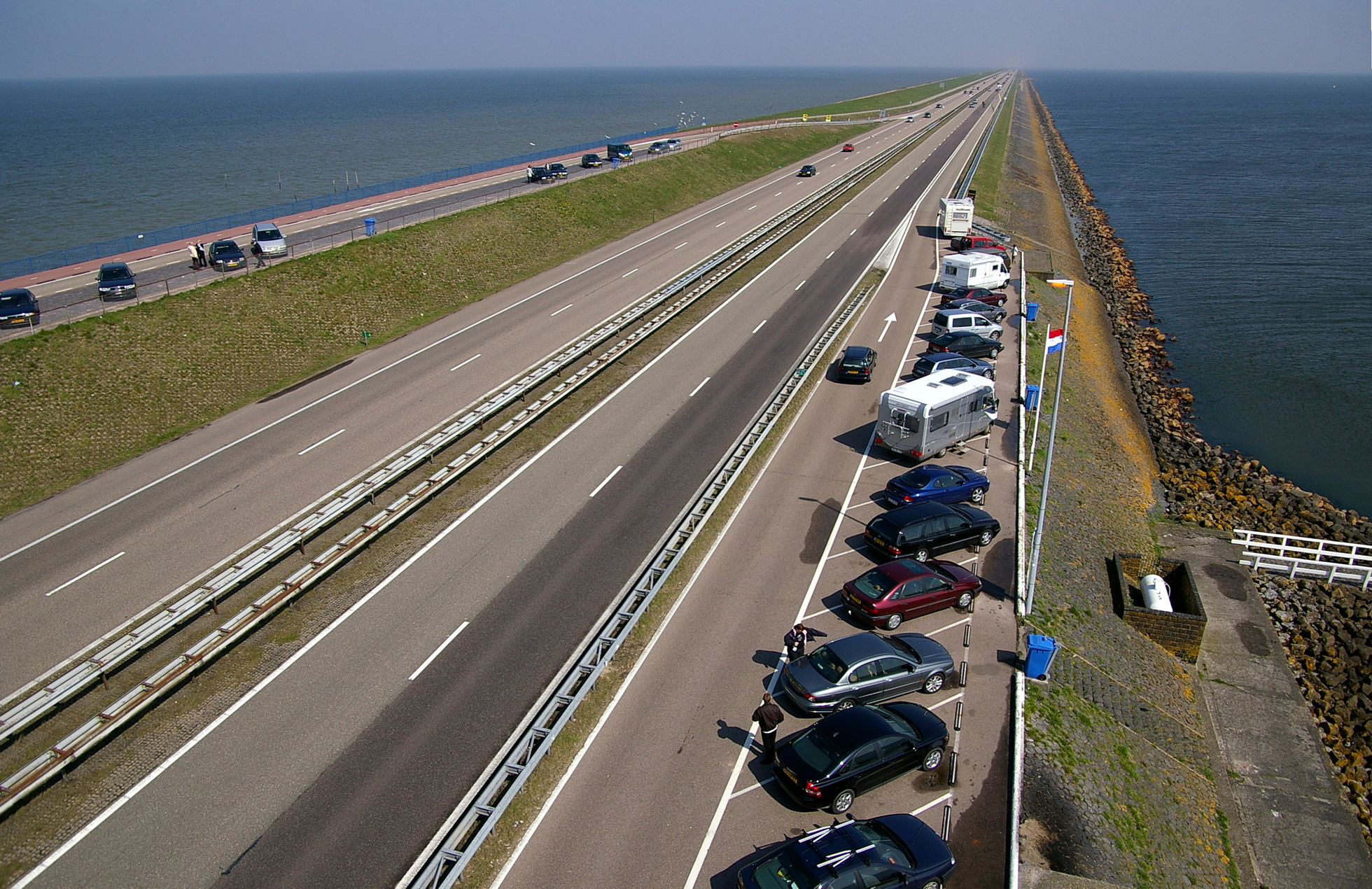